# Јера (Маса-Карара)
Јера је насеље у Италији у округу Маса-Карара, региону Тоскана.
Према процени из 2011. у насељу је живело 64 становника. Насеље се налази на надморској висини од 521 м.